# Камбейски залив
Камбейският залив (на хинди: खंभात की खाड़ी, Кхамбат) е залив в североизточната част на Арабско море, край западните брегове на Индия. Вдава се в сушата на 250 km, между полуостров Катхиявар на запад и континента на изток, ширина на входа 180 km, дълбочина до 36 m. Има форма на обърната на юг фуния. В него се вливат 5 големи реки: Шетрунджи (от запад), Сабармати и Махи (от север), Нармада и Тапти (от изток), като последните три образуват големи естуари. Приливите му са смесени с височина до 11,9 m. Бреговете му са гъсто населени, като най-големите пристанища са градовете Сурат (на източния бряг, в естуара на река Тапти) и Бхавнагар (на западния бряг).